# KC Spinelli
Natalie Harrison (Toronto, 1 de julio de 1985) es una luchadora profesional canadiense, conocida como KC Spinelli.

## Vida personal
Natural de Toronto, creció en Guelph, provincia de Ontario, estudiando aquí en el College Heights Secondary School. Se definió como una marimacho y participó en diversas actividades deportivas, como ballet, gimnasia, equitación, béisbol, hockey, ringette, karate, judo, mai tai kickboxing y lucha. Como luchadora amateur en el instituto, era lo suficientemente buena como para haber llegado a los campeonatos de la Federación de Asociaciones Atléticas Escolares de Ontario si no se hubiera fracturado el codo.
Estudió carpintería en la universidad.
Ha declarado que se considera feminista, afirmando en una entrevista que "quemaría un sujetador, si no lo necesitara".

## Carrera profesional
En 2009, Spinelli comenzó a entrenar en la lucha libre profesional bajo la tutela de Artemis Spencer, Kenny Lush, Bomber Nelson Creed y Nicole Matthews. Su primer combate tuvo lugar ese mismo año, en el que formó equipo con Veronika Vice contra Nicole Matthews y Enid Erkhart. Su debut en el show principal fue en 2010 contra Tenille Dashwood.
En 2011, Spinelli fue seleccionada para formar parte de la serie de televisión World of Hurt, con Lance Storm como entrenador principal del programa. Su éxito en el programa le valió la oportunidad de aparecer como una de las entrenadoras en la segunda temporada del programa, esta vez a las órdenes del legendario Roddy Piper.

### Impact Wrestling
Spinelli hizo su primera aparición en Impact Wrestling en el programa del 2 de noviembre de 2017, donde fue mostrada como parte de un combate de tag team con Sienna contra Rosemary y Allie en un show de Border City Wrestling. La semana siguiente, se mostró otro combate, este entre Spinelli y Allie. El 30 de noviembre, formó parte de un combate de triple amenaza con Laurel Van Ness y Madison Rayne como parte de un torneo por el Campeonato de Knockouts de Impact, donde fue pinificada tras un Unprettier de Van Ness. A mediados de 2018, Harrison comenzó a representar a la Dama de Honor No Muerta, miembro del séquito de las Damas de Honor No Muertas de Su Yung. Este personaje es distinto y no tiene relación kayfabe con KC Spinelli.
En 2020, Spinelli comenzó a entrenar en la escuela Flatbacks Wrestling bajo la tutela de Shawn Spears y Tyler Breeze.

## Campeonatos y logros
- Acclaim Pro Wrestling
  - APW Women's Championship (1 vez)[11]
  - APW Tag Team Championship (1 vez)[12]
- British Empire Wrestling
  - BEW Women's Championship (1 vez)
  - International Grand Prix (2018)
- Crossfire Wrestling
  - CW Women's Championship (1 vez)[13]
- Elite Canadian Championship Wrestling
  - ECCW Women's Championship (1 vez)[14]
- Pro Wrestling Illustrated
  - Posicionada en el nº 45 del top 50 de luchadoras femeninas en el PWI Female 50 en 2016[15]
- Pure Wrestling Association
  - PWA Elite Women's Championship (1 vez)[16]
- Rebelution Women’s Wrestling
  - Rebelution World Championship
- Steel City Pro Wrestling
  - SCPW Women's Championship (1 vez)[17]
- SMASH Wrestling
  - CANUSA Classic Gold Medallist (1 vez)